# 맬리시우스 (1973년 영화)
맬리시우스(Malicious)는 이탈리아에서 제작된 Salvatore Samperi 감독의 1973년 코미디, 판타지 영화이다. 로라 안토넬리 등이 주연으로 출연하였다.

## 출연

### 주연
- 로라 안토넬리

### 조연
- 투리 페로
- 티나 오몽